# Biserica reformată din Petrisat
Biserica reformată din Petrisat, inițial romano-catolică, este un monument istoric din secolul al XIII-lea.

## Localitatea
Petrisat (în maghiară Magyarpéterfalva, în germană Petersdorf) este o localitate componentă a municipiului Blaj din județul Alba, Transilvania, România. Menționat pentru prima dată într-o diplomă din 1318 sub numele de Peturmesturfolua. 

## Biserica
Biserica a fost construită în secolul al XIII-lea și extinsă spre vest în secolul XV. Construirea bisericii s-a făcut în mai multe etape. Sanctuarul în formă de semicerc, cu lungimea de 5 m, are două ferestre mici, cele originale, în stil romanic. Ferestrele mari, aflate la o înălțime de 3 m, datează din epoca protestantismului. În continuarea sanctuarului spre vest se află nava bisericii, inițial de 7 m. Se distinge o fereastră similară celor din sanctuar și o intrare ogivală zidită, făcând parte probabil din prelungirea navei din secolul al XV-lea. La intrarea principală, dintr-o epocă mai recentă, s-a adăugat în 1958 un portic de 4x4 m. 
Biserica este întărită de jur împrejur cu piloni de susținere, iar în locul clopotniței, aflate pe peretele vestic, s-a înălțat un turn în anul 1912, în care se află cele două clopote: cel mare turnat în 1910, iar cel mic în 1672. 

## Imagini din exterior

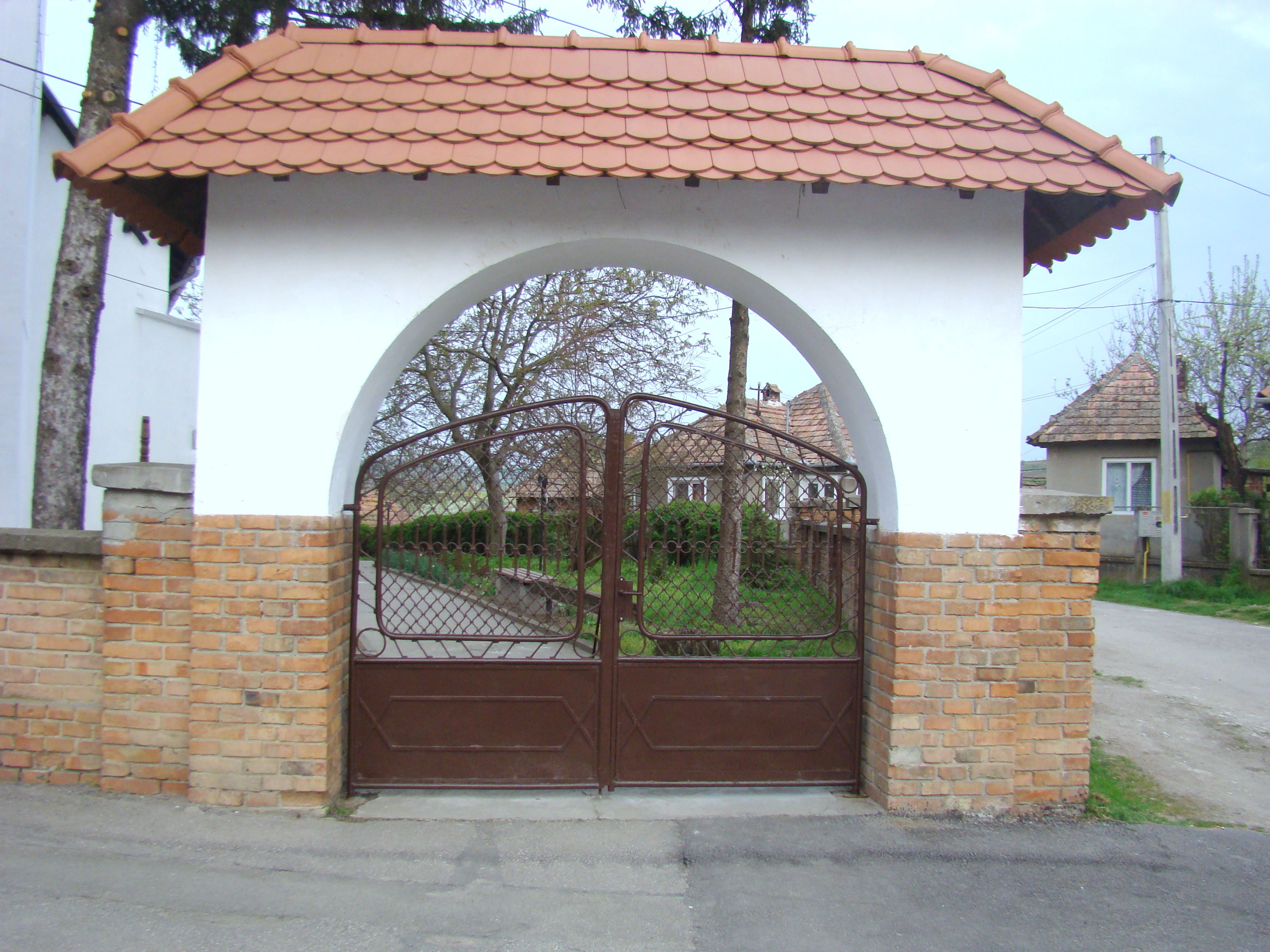
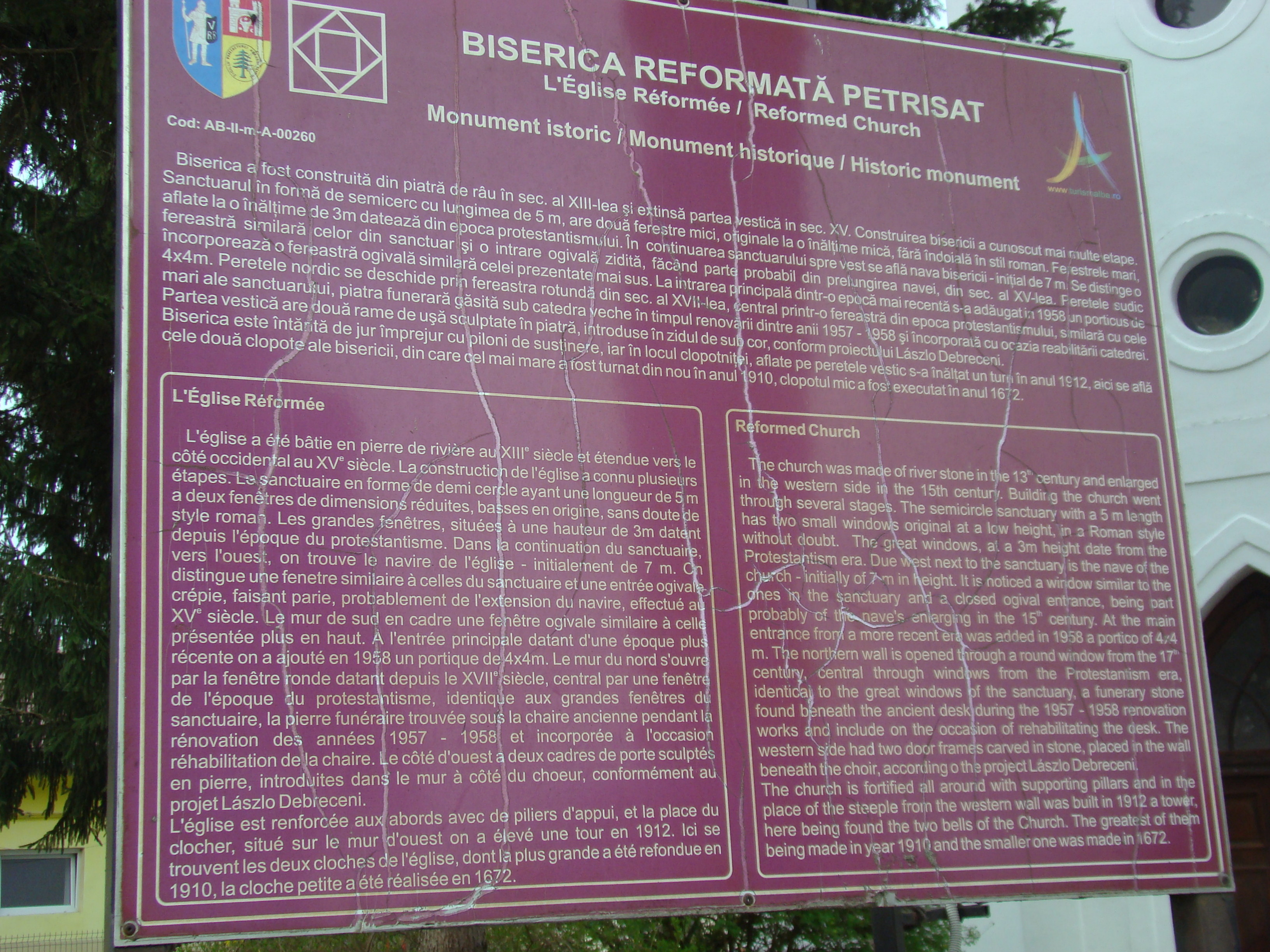
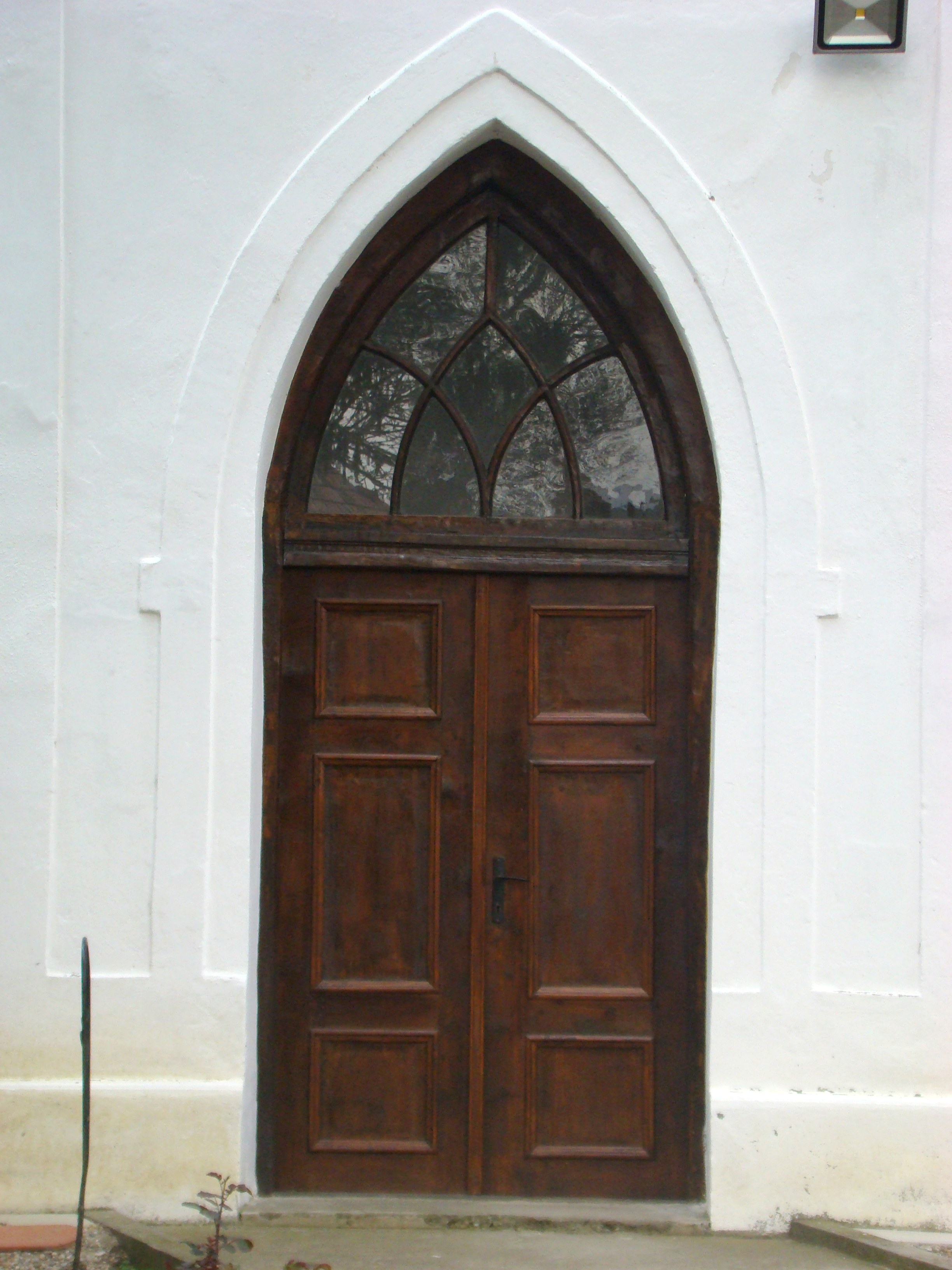
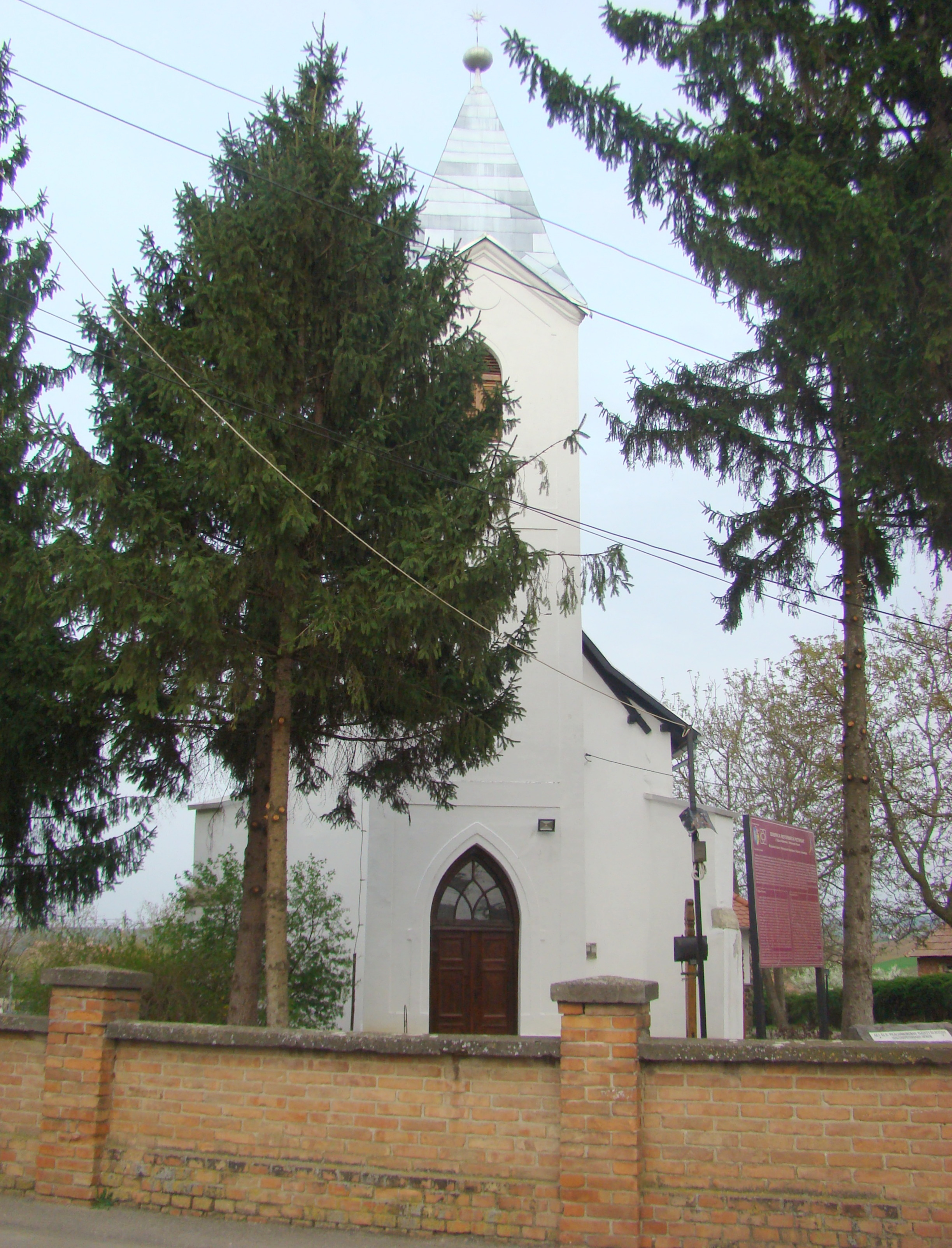
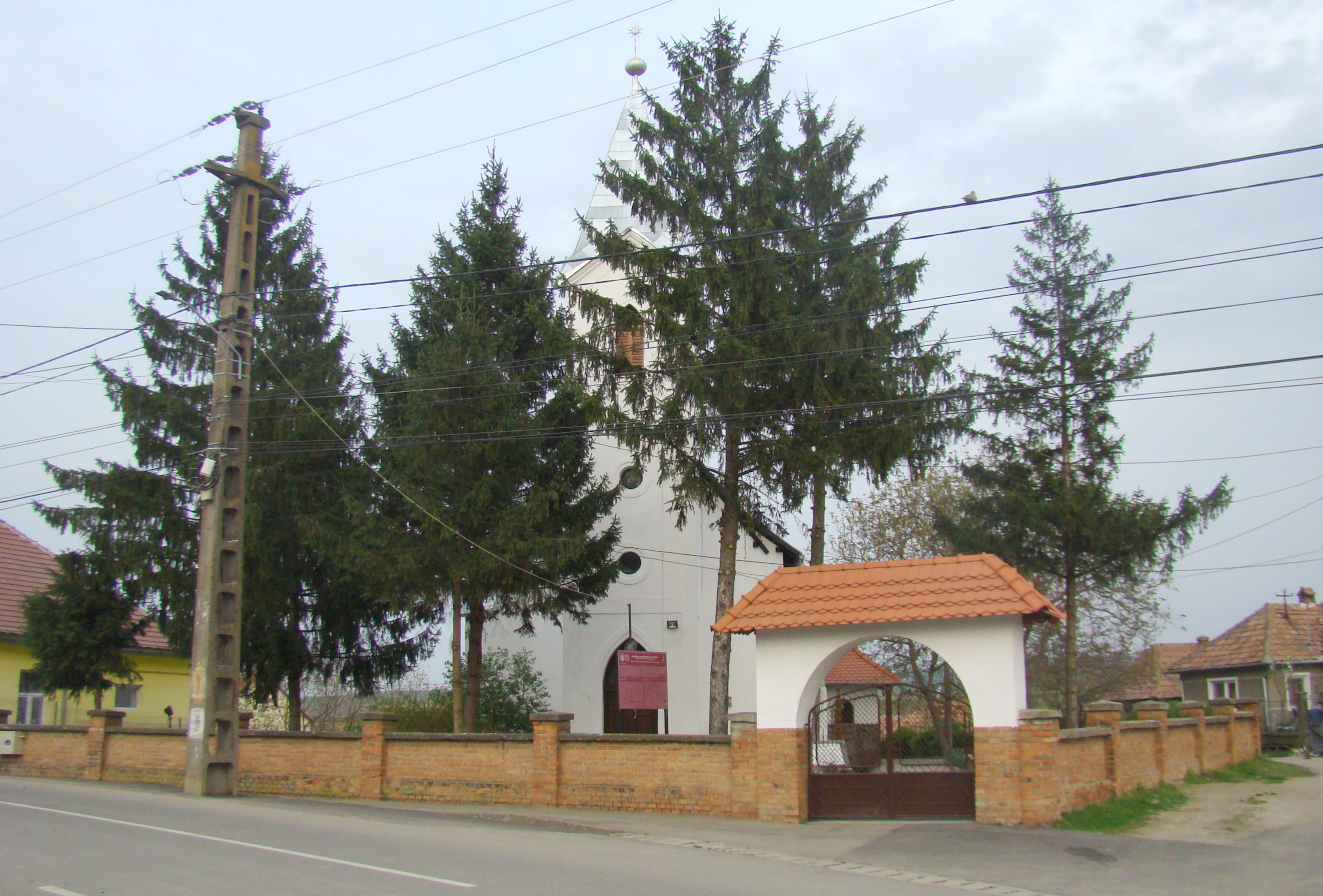
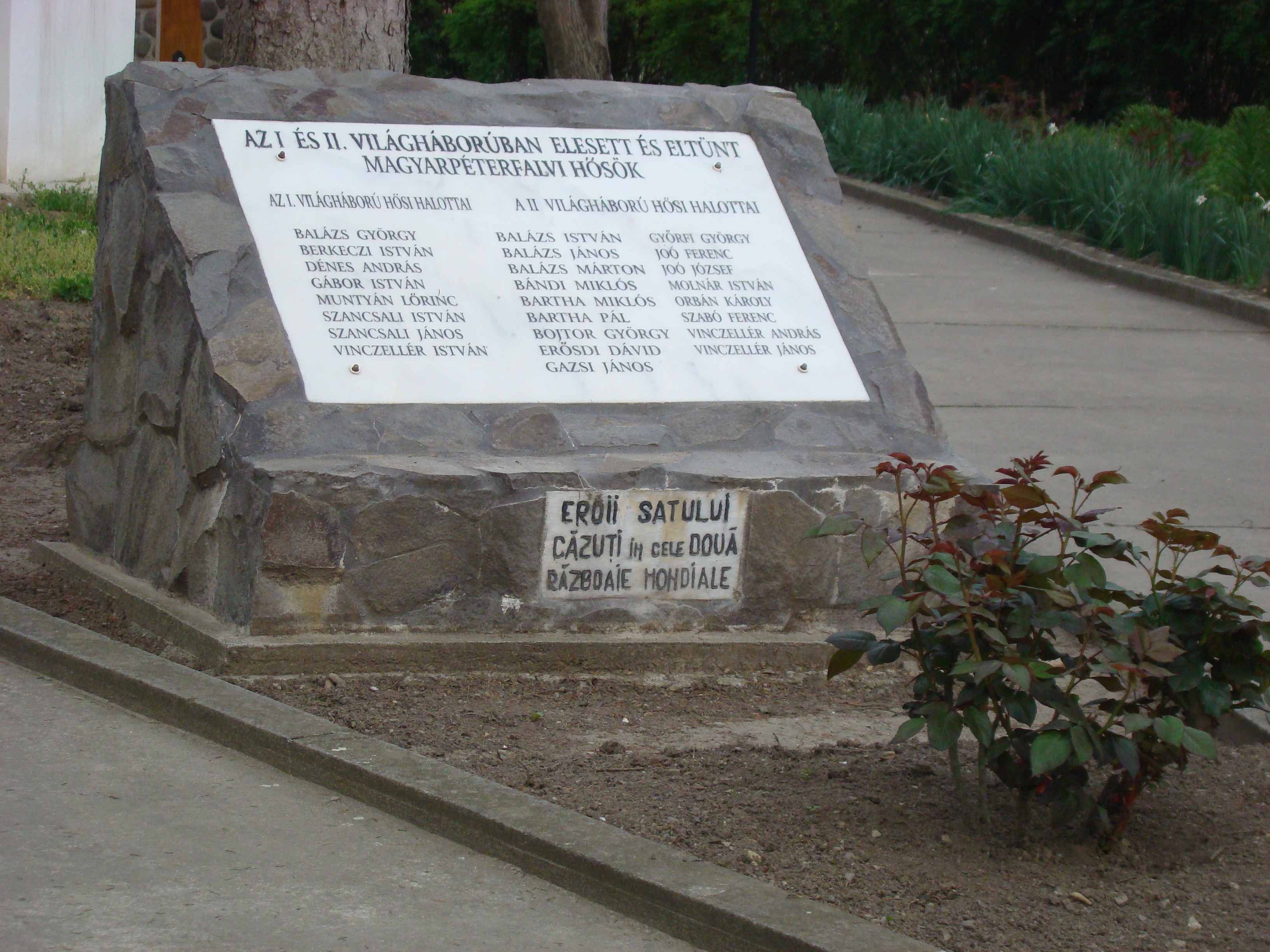
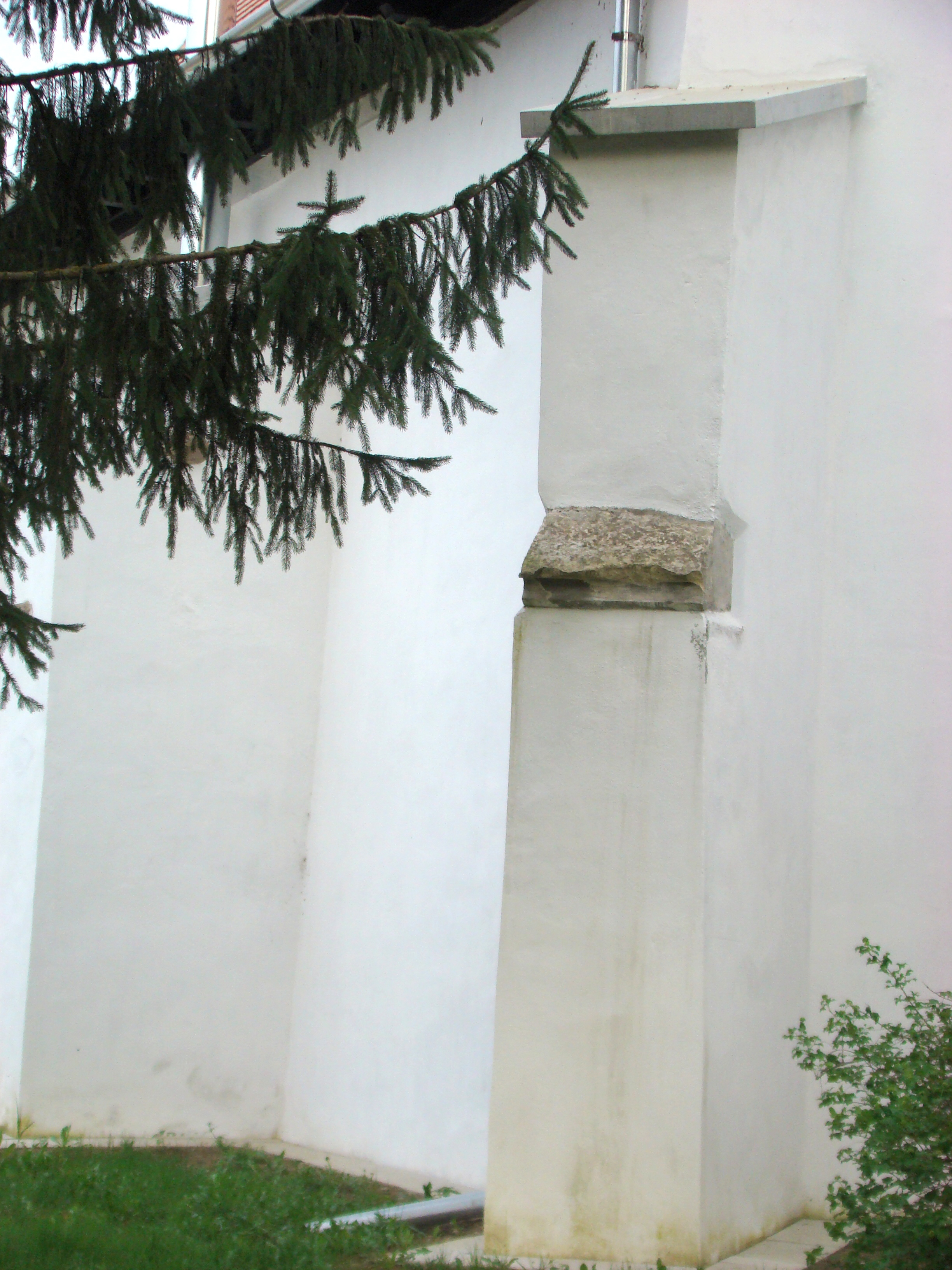
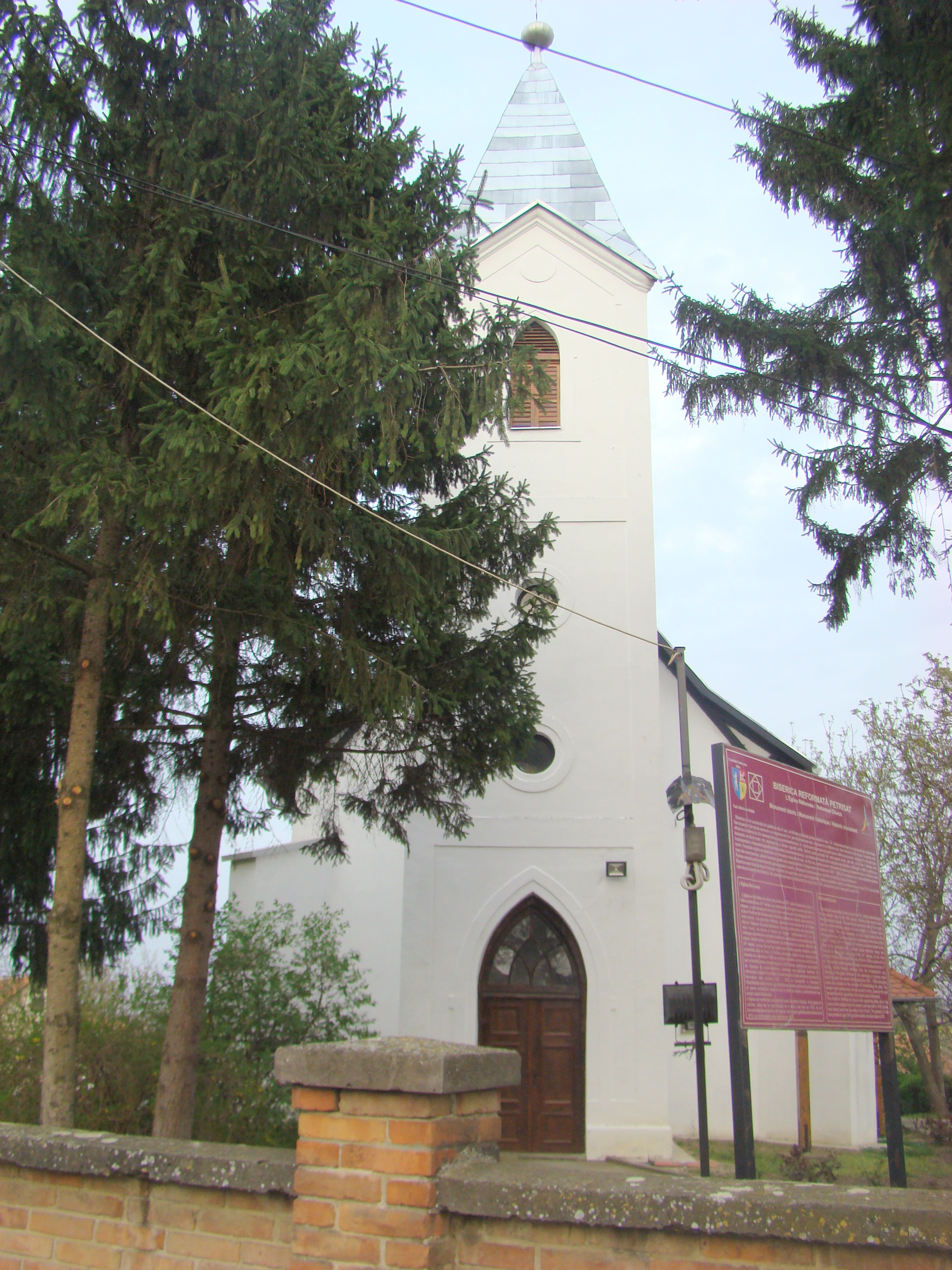

## Vezi și
- Petrisat, Alba